# C'est ça l'amour
C'est ça l'amour és una pel·lícula de comèdia i drama franco-belga del 2018 escrita i dirigida per Claire Burger. És protagonitzada per Bouli Lanners com Mario Messina i Justine Lacroix i Sarah Henochsberg com les seves filles, Frida i Nick.
La pel·lícula es va estrenar al 75a Mostra Internacional de Cinema de Venècia, on va competir pel Lleó Queer. Als X Premis Magritte, va guanyar en la categoria de Millor Actor per Bouli Lanners.

## Sinopsi
Mario ha hagut de fer-se càrrec de les seves dues filles adolescents, Marion i Niki, després que la seva esposa marxi de casa. Niki té 17 anys i somnia amb independitzar-se, mentre que Frida, de 14 anys, la culpa de la marxa de la seva mare.

## Crítiques
La pel·lícula rep una valoració mitjana de 4 a Allociné. Première complimenta els actors 
| « | Bouli Lanners és excepcionalment tendre en aquest retrat d'una paternitat trastornada que confirma el talent de Claire Burger | » |

Télérama considera que és una pel·lícula eficaç
| « | Una crònica modesta, però que desafia els tòpics sobre el masclisme | » |

A Cahiers du cinéma, Cyril Béghin assenyala que « el conjunt té sovint una fàcil, però innegablement commovedora tendresa còmica ». El resultat comercial va ser menys afavoridor: 102.934 entrades de cinema amb una taxa de rendibilitat del 23%. cosa que no és gaire encoratjadora per a una segona pel·lícula.(JP's Box office)

## Premis
| Premi/Festival                                     | Categoria                       | Nominats                            | Resultat  |
| -------------------------------------------------- | ------------------------------- | ----------------------------------- | --------- |
| Crystal Arrow Award                                | Millor pel·lícula               |                                     | Nominat   |
| Crystal Arrow Award                                | Millor director                 | Claire Burger                       | Guanyador |
| Crystal Arrow Award                                | Millor actor                    | Bouli Lanners                       | Guanyador |
| Crystal Arrow Award                                | Actriu més prometedora          | Justine Lacroix i Sarah Henochsberg | Guanyador |
| Premi Ull d'Or                                     | Millor pel·lícula internacional |                                     | Nominat   |
| Festival de Cinema de Göteborg                     | Millor pel·lícula internacional |                                     | Nominat   |
| X Premis Magritte                                  | Millor actor                    | Bouli Lanners                       | Guanyador |
| Premi Swann                                        | Best Film                       |                                     | Nominat   |
| Premi Swann                                        | Millor actor                    | Bouli Lanners                       | Guanyador |
| Premi Swann                                        | Les Arcs Prize                  | Claire Burger                       | Guanyador |
| Premi Swann                                        | Premi de la Crítica             |                                     | Guanyador |
| 75a Mostra Internacional de Cinema de Venècia      | Lleó Queer                      |                                     | Nominat   |
| 75a Mostra Internacional de Cinema de Venècia      | Premi al director               | Claire Burger                       | Guanyador |
| Fire!! Mostra Internacional de Cinema Gai i Lesbià | Millor pel·lícula del públic    |                                     | Guanyador |